# 皇家纳塔尔国家公园
皇家纳塔尔国家公园（Royal Natal National Park）是南非夸祖魯-納塔爾省的一个面積達80.94平方公里（31.25平方英里）的公园。公园內有长5公里（3.1英里）、高1,200米（3,900英尺）的岩壁、奧蘭治河和圖蓋拉河的源头奥克斯山峰以及948米（3,110英尺）的世界第二高的瀑布图盖拉瀑布。